# جلال‌آباد (شریف‌آباد)
جلال‌آباد روستایی در دهستان شریف‌آباد بخش مرکزی شهرستان سیرجان استان کرمان ایران است.

## جمعیت
بر پایه سرشماری عمومی نفوس و مسکن در سال ۱۳۹۵ جمعیت این مکان ۴۷۴ نفر (۱۵۵خانوار) بوده‌است.